# Валь-Гранде (национальный парк)
Национальный парк Валь-Гранде (итал. Parco nazionale della Val Grande) — национальный парк, расположенный в Альпах на северо-западе Италии в области Пьемонт, недалеко от границы со Швейцарией.

## История
Парк был основан 2 марта 1992 года.

## География
Территория парка расположена в Лепонтинских Альпах рядом с озером Лаго-Маджоре.
Парк находится в 150 км от Турина и в 100 км от Милана.

## Описание
Национальный парк Валь-Гранде находится в гористой местности и включает в себя несколько горных вершин и долин. Наивысшая точка парка — гора Тогано высотой 2301 м над уровнем моря.
Парк активно посещается туристами. Их привлекают альпийские пейзажи, дикая природа и сохранившиеся на территории парка исторические памятники.

## Флора и фауна
Национальный парк Валь-Гранде представляет собой крупнейшую лесную зону Италии. В нижней части гор располагаются смешанные широколиственные леса с преобладанием каштана. На большей высоте начинается обширная зона буковых лесов, ещё выше растут хвойные леса из ели и пихты. Лиственница была в основном вырублена в прошлые века и сейчас встречается редко. Выше лесной зоны начинаются альпийские луга.
Из крупных травоядных млекопитающих наиболее многочисленны серны и европейские косули, реже встречается благородный олень. Из хищников очень многочисленны рыжие лисицы, также встречаются барсуки и два вида куниц (лесная и каменная). Из более мелких млекопитающих наиболее обычны европейский ёж, обыкновенная белка, соня-полчок и различные мышевидные грызуны.
Парк также населяют многочисленные виды птиц, в том числе беркут, тетерев-косач, оляпка.

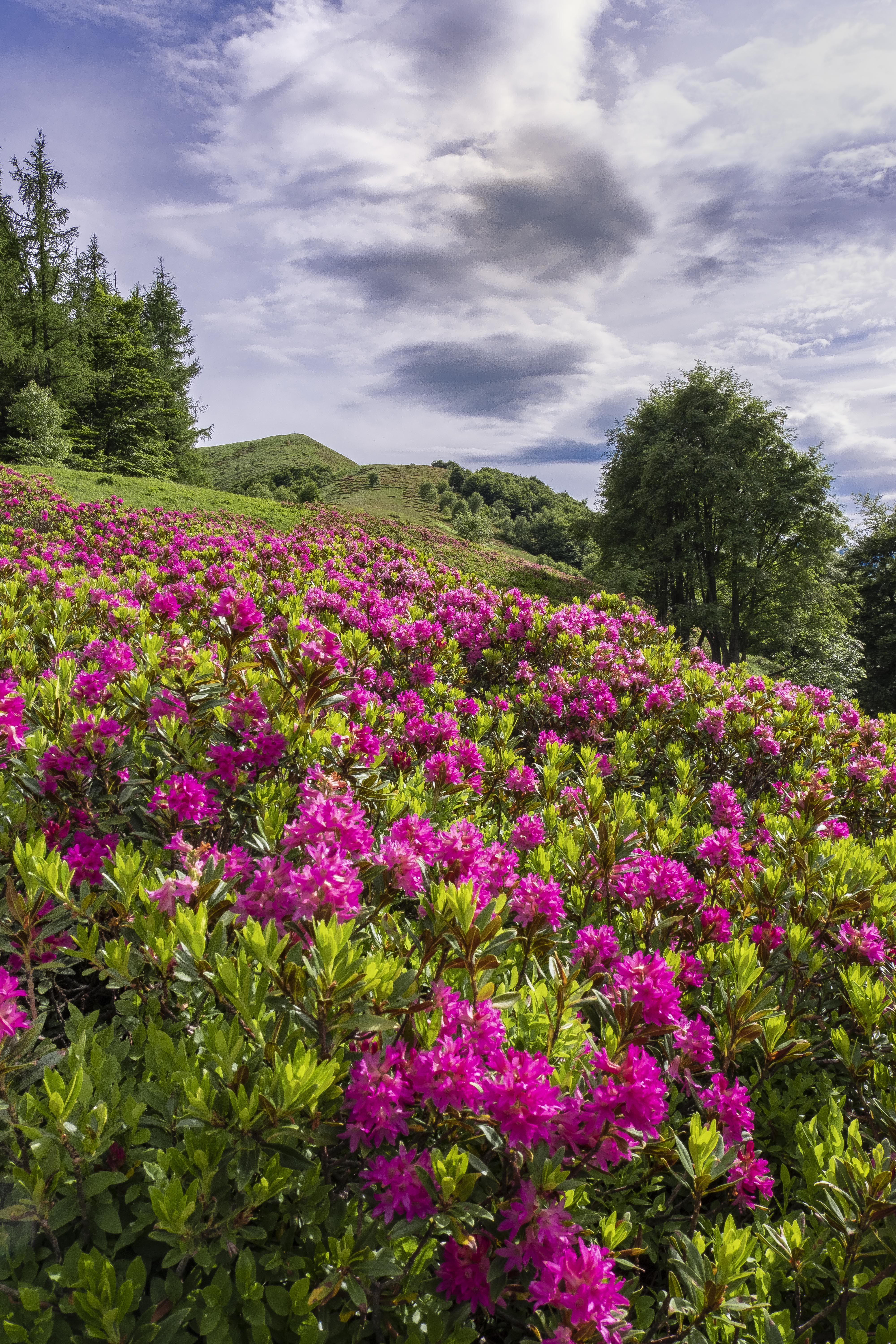
Цветущие рододендроны в парке Валь-Гранде
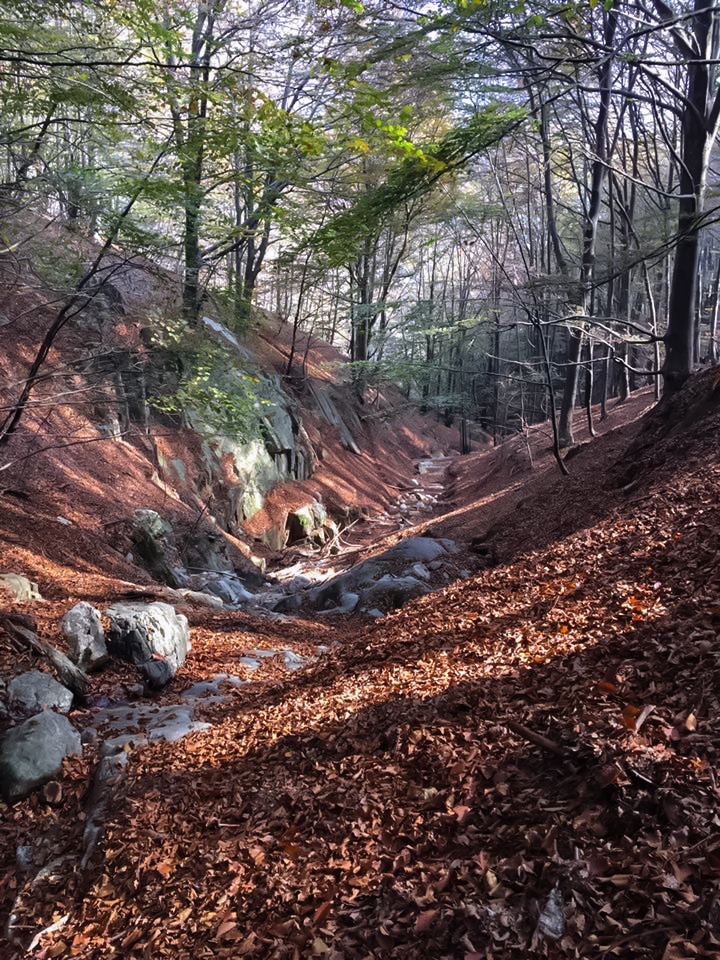
Буковый лес в парке Валь-Гранде